# Frank Amankwah
Frank Amankwah (Obuasi, Ghana, 29 de diciembre de 1971) es un exfutbolista de Ghana que jugaba en la posición de defensa.

## Carrera

### Club
| Periodo   | Club             |
| --------- | ---------------- |
| 1990–1996 | Asante Kotoko SC |
| 1996–1997 | FC Gütersloh     |
| 1997–1999 | AZ Alkmaar       |
| 1999–2000 | Iraklis FC       |
| 2000–2004 | Asante Kotoko SC |

### Selección nacional
Jugó para Ghana en 22 ocasiones de 1992 a 1997 y anotó dos goles; participó en dos ediciones de la Copa Africana de Naciones y ganó la medalla de bronce en los Juegos Olímpicos de Barcelona 1992.

## Logros

### Club
- Liga de fútbol de Ghana (3): 1992, 1993, 2003
- Copa de Ghana (1): 1995

### Individual
- Equipo Ideal de la Copa Africana de Naciones 1994.